# 조호르 다룰 탁짐 FC
조호르 다룰 탁짐 FC(말레이어: Kelab Bolasepak Johor Darul Ta'zim) 짧게는 JDT라고도 불리는 이 팀은 조호르바루를 연고로 하는 말레이시아의 축구 클럽이다. 1972년에 PKENJ FC라는 이름으로 창단 되었고 현재 말레이시아 최상위 축구 리그 말레이시아 슈퍼리그에 출전하고 있으며 구단의 소유주는 조호르의 왕족 툰쿠 이스마일 술탄 이브라힘이다. 구단의 본래 별칭은 전갈(말레이어: Jengking)였으나 2012년에 남쪽의 호랑이(말레이어: Harimau Selatan)로 교체했다. 홈 구장은 술탄 이브라힘 스타디움을 사용하며 수용인원은 40,000명이다.
2014년 말레이시아 슈퍼리그에서 처음으로 우승을 차지했고 AFC컵 2015에서 우승하며 동아시아권 클럽으로는 처음으로 AFC컵에서 우승하는 기록을 세웠다.

## 수상

### 국내 대회

#### 리그
- 말레이시아 슈퍼리그

- 우승 (11) : 2014, 2015, 2016, 2017, 2018, 2019, 2020, 2021, 2022, 2023, 2024-25

- 말레이시아 프리미어리그

- 우승 (1) : 2001

- 피알라 FAM

- 우승 (2) : 1994, 1995
- 준우승 (1) : 1996

#### 컵
- 말레이시아컵

- 우승 (1) : 2017
- 준우승 (1) : 2014

- 말레이시아 FA컵

- 우승 (1) : 2016
- 준우승 (1) : 2013

- 피알라 숨방시

- 우승 (2) : 2015, 2016
- 준우승 (1) : 2017

### 국제 대회

#### 리그
- 아시안 클럽 챔피언십 / AFC 챔피언스리그

- 1996-1997 : 16강
- 2015 : 2차 예선
- 2016 : 2차 예선
- 2017 : 플레이오프 예선
- 2019 : 조별 예선

#### 컵
- AFC컵

- 2009 : 조별 예선
- 2015 : 우승
- 2016 : 4강
- 2017 : 지역 예선

## 선수 명단

### 현역
참고: FIFA 자격 규정에 따라 소속된 국가대표팀 국기를 표시합니다. 선수는 복수의 FIFA 비회원국 국적을 가지고 있을 수 있습니다.
| 번호 | 포지션 | 국적       | 이름          |
| ---- | ------ | ---------- | ------------- |
| 5    | DF     | 인도네시아 | 조르디 아마트 |
| 6    | MF     | 잉글랜드   | 홍완          |
| 9    | FW     |            | 베르그송      |
| 11   | MF     |            | 무릴로        |
| 13   | DF     |            | 박준형        |
| 14   | DF     |            | 셰인 라우리   |
| 20   | DF     |            | 후안 무니스   |
| 33   | FW     |            | 헤세          |
| 42   | MF     | 말레이시아 | 아리프 아이만 |

| 번호 | 포지션 | 국적 | 이름 |
| ---- | ------ | ---- | ---- |

## 역대 감독
| 감독              | 임기      |
| ----------------- | --------- |
| 세사르 페란도     | 2013~2014 |
| 라울 롱이(대행)   | 2018      |
| 루시아노 피게로아 | 2019      |
| 에스테반 솔라리   | 2022~2023 |
| 헥터 비드굴리오   | 2024 ~    |

틀:조호르 다룰 탁짐 FC
틀:조호르 다룰 탁짐 FC 감독